# Jean Delettrez

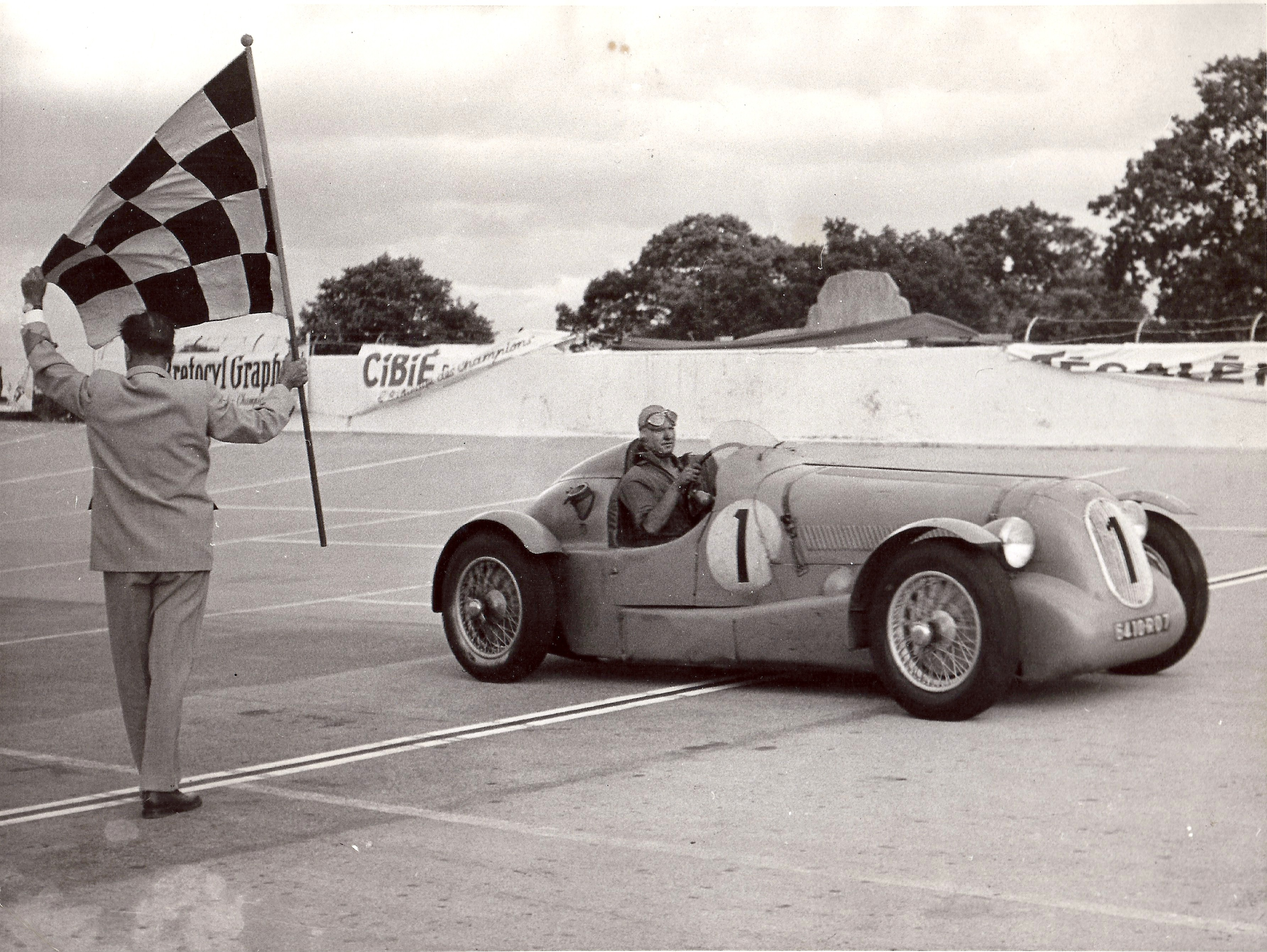
Essai et qualification de la Delettrez n°1

Jean Delettrez est un pilote automobile, né le 3 janvier 1921 à Paris 18e et mort le 11 avril 2010 à La Garde (Var), ayant participé à plusieurs reprises avec son frère Jacques à l'épreuve des 24 heures du Mans durant les années 1950. Il courait sur sa propre voiture, une Delettrez, utilisant un moteur Diesel.
Leur exploit représente la première participation au Mans, d'un véhicule à moteur Diesel. 
Cette performance ne sera renouvelée que durant l'année 2004 avec une AUDI V10 TDI

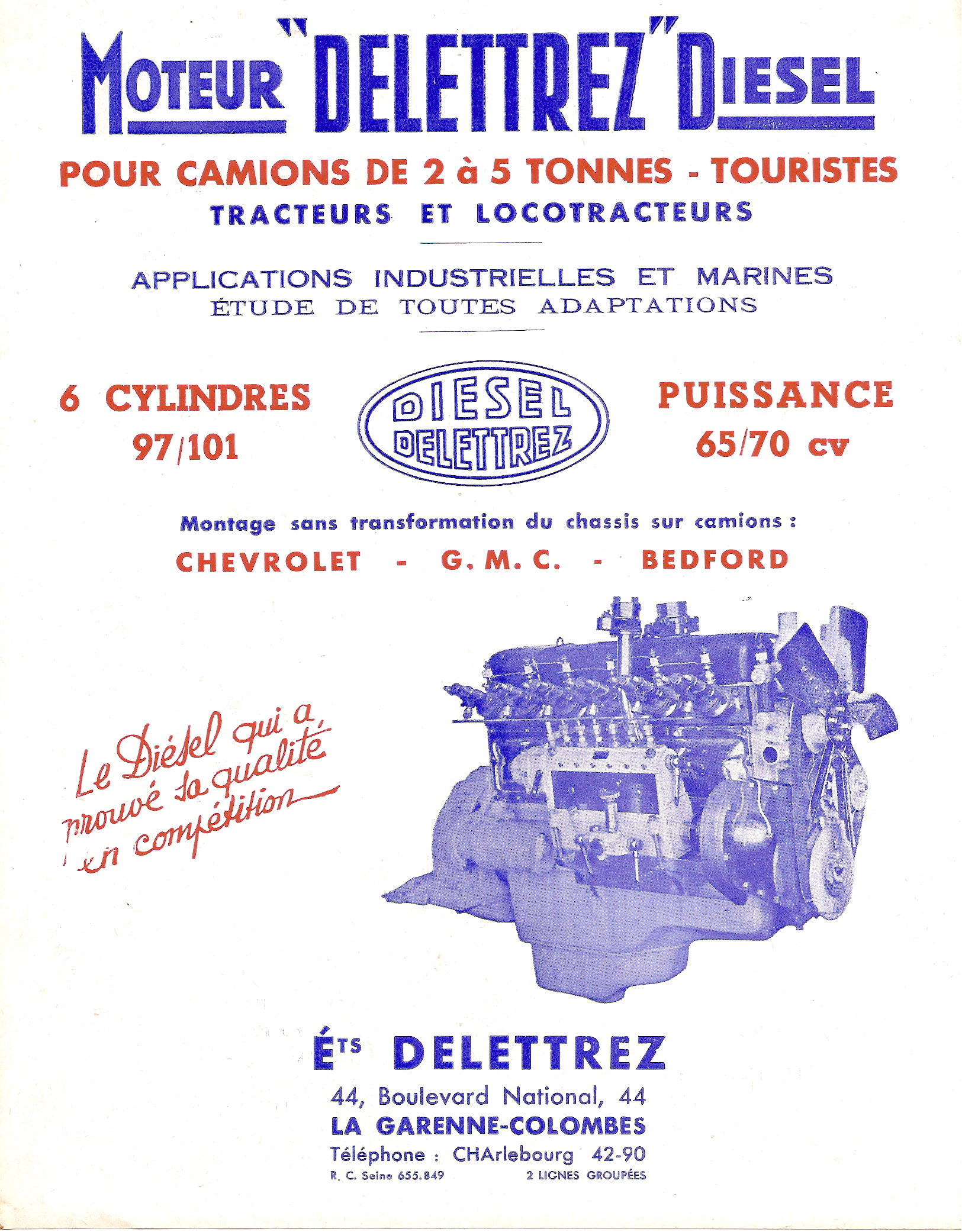
Affiche promotionnelle des moteurs "Diesel Delettrez"

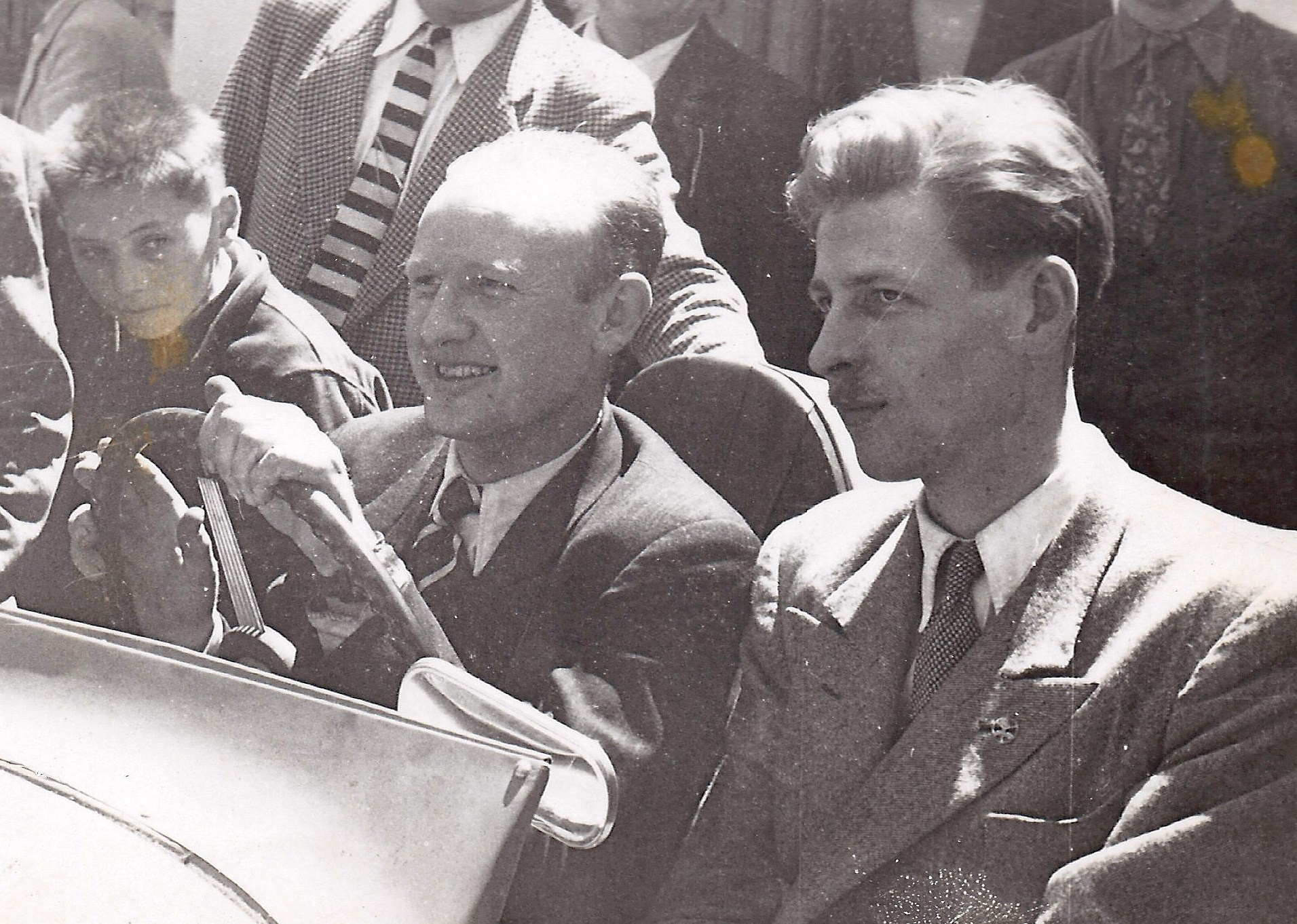
Jean et Jacques Delettrez

## Palmarès
Le Mans
- 24 heures du Mans 1949, équipier Jacques Delettrez, voiture Delettrez à moteur Diesel, 6410 RQ 7, abandon à la 20ème heure[2];
- 24 heures du Mans 1950, équipier Jacques Delettrez, voiture Delettrez à moteur Diesel, 6410 RQ 7, abandon à la 24ème heure [3]
- 24 heures du Mans 1951, équipier Jacques Delettrez, voiture Delettrez à moteur Diesel, 6410 RQ 7, abandon à la 6ème heure [4]

## Véhicule utilisé
Le véhicule utilisé pour les courses, se composait d'un chassis de la marque Unic, de type U4C et d'un train avant de type U6C, dans lequel avait été installé, un moteur de camion GMC de type CCKW à 6 cylindres, d'une cylindrée de 4 486 cm3, transformé en Diesel par les frères Delettrez et équipé d'une culasse en aluminium. Ce chassis était équipé d'une carrosserie de Delage V12.